# Otto Umbehr
Umbo (18 janvier 1902 à Düsseldorf - 13 mai 1980 à Hanovre), né Otto Maximilian Umbehr, est un photographe et photojournaliste allemand.

## Biographie
Il est le deuxième des six enfants de Karl Friedrich Umbehr, architecte industriel. Sa mère, Frieda, meurt en 1910. Son père se remarie alors et a d'autres enfants. Umbo s'éloigne de plus en plus du foyer. Il va dans les lycées de Duisbourg, Aix-la-Chapelle et Düsseldorf. Il est admis en 1921 au Bauhaus. Il rencontre alors László Moholy-Nagy, l'un des photographes les plus importants du Bauhaus. Il est grandement influencé esthétiquement par l'enseignement de Johannes Itten. Il y étudie jusqu'en 1923.
À sa sortie, il devient compagnon et apprenti dans une poterie à Goslar. Umbo se rend par la suite à Berlin, qui fut l'un des foyers artistiques internationaux du XXe siècle. Il se lance dans la photographie en 1926, et devient presque aussitôt, avec ses portraits innovateurs de la bohème berlinoise, l'un des fondateurs d'une nouvelle esthétique photographique. Il réalise des photomontages pour le film de Walter Ruttmann : Le Reporter enragé.
Il mène ensuite une vie de vagabond, tombe malade mais grâce à un ami du Bauhaus : Paul Citroen qui l'héberge, il reprend la photographie et invente ainsi une nouvelle forme de portraits. Il photographie ses amis et une jeune actrice Ruth Landshoff. Dans les années suivantes, ses photos sont imprimées dans divers journaux et revues et présentées lors d'importantes expositions. Ces images lancent vite le nouvel art du portrait de l'avant-garde photographique allemande. Il continue ses expériences du portrait (simultanés, photogrammes), réalise des expositions personnelles et collectives. Puis enseigne la photographie à l'école d'art de Johannes Itten.
À la fin de l'année 1928, Umbo devient membre fondateur de l'agence Dephot (Deutscher Photodienst GmbH), qui marque, jusqu'en 1933, un nouveau style de photojournalisme. L'agence Delphot est au centre du photo-reportage moderne. Umbo travaille surtout dans le monde du spectacle pour réaliser ses photographies. Mais l'agence est fermée lors la prise de pouvoir (Machtergreifung) des nazis en 1933. Il prête alors son laboratoire à un photographe communiste Ernst Thormann et reproduit des documents secrets du procès de l'incendie du Reichstag. Il finit par être enrôlé dans la guerre et prend des photographies de ses coéquipiers.
Au cours de la période nazie, il travaille comme photojournaliste, mais n'a pratiquement plus la possibilité, en tant qu'artiste, d'obtenir avec son esthétique photographique des réactions de la part du public. En 1943, ses archives de Berlin, comportant entre 50 000 et 60 000 négatifs, sont détruites lors d'un bombardement, si bien que peu de ses travaux sont préservés aujourd'hui.
Lors de la confusion de la guerre et de l'après-guerre, le cheminement d'Umbo le mène à Hanovre en 1945 avec sa femme Imgard Wanders, graphiste, avec qui il a une fille: Phyllis. Il perd son œil gauche lors de travaux de rénovation. Puis se met à photographier les images d'après-guerre : ruines, évadés des camps… Il ne peut toutefois plus compter sur son succès de l'époque de la Weimar. Il y travaille avant tout pour la Kestnergesellschaft. Ses tirages originaux datant de cette époque restent toutefois aujourd'hui très rares et très recherchés.
En 1952, il voyage trois mois aux États-Unis. Il enseigne ensuite la photographie à l'école professionnelle pour handicapés de Bad Pyrmont puis le dessin publicitaire à l'École d'arts appliqués de Hanovre.
Dans les années 1970, il survit grâce à des petits boulots mais réalise quelques expositions à l'échelle internationale en tant que précurseur de la nouvelle photographie des années 1920.
Il décède le 13 mai 1980 à Hanovre lors de sa seconde notoriété.

## Œuvre
L'utilisation dans ses photos noir et blanc de forts contrastes ombre-lumière, ainsi que les perspectives et cadrages inhabituels sont caractéristiques d'Umbo. Avec son expressivité et sa vision poétique, il se démarque de la Nouvelle Objectivité, courant principal des années 1920 au sein de l'art photographique allemand qu'ont représenté, par exemple : Sander, Renger-Patzsch ou Blossfeldt. Le thème principal de ses travaux est la métropole, dont il fait le portrait à travers le regard du flâneur. Son œuvre comporte également des montages et collages photo.

## Référence
- (de) Cet article est partiellement ou en totalité issu de l’article de Wikipédia en allemand intitulé « Umbo » (voir la liste des auteurs).